# Gare de Ferland
La  gare de Ferland est située à Ferland, dans la partie non-organisée de la ville de Thunder Bay. Simple point d'arrêt, elle est desservie par Le Canadien de Via Rail Canada.

## Service des voyageurs

### Accueil
Point d'arrêt sans personnel et sans service, il dispose uniquement d'un panneau d'arrêt.

### Desserte
Ferland est desservie par Le Canadien de Via Rail Canada. Pour prendre le train dans cet arrêt, il faut avoir acheté son billet au moins 24 heures à l'avance.